# Tribunaat

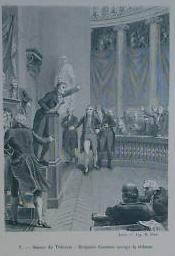

Het Tribunaat was een van de wetgevende en controlerende organen van de Eerste Franse Republiek. Na de militaire staatsgreep die Napoleon Bonaparte tot eerste consul maakte werden drie vertegenwoordigende organen en een Raad van State ingesteld.
Frankrijk kende op basis van de Constitutie van het jaar VIII na 1 januari 1800 behalve het Tribunaat een Conseil d'État, een Corps législatif en een Sénat conservateur.
De regels en procedures waren door Napoleon en zijn medewerkers zo geformuleerd dat de eerste consul van bemoeienis met het bestuur en de wetgeving weinig te vrezen had. Toch stemden de oude revolutionairen in de eerste jaren nog weleens tegen een van de maatregelen of wetsvoorstellen die werden voorgelegd. De leider van de anti-napoleontische oppositie in het Tribunaat was Benjamin Constant. Een ander bekend lid was de econoom Roederer. 
Een voorstel werd in de Raad van State besproken en vervolgens door een afgevaardigde uit de Staatsraad in het Tribunaat voorgesteld en verdedigd. De vergadering bezat geen recht van initiatief of amendement. Wanneer het Tribunaat zich in meerderheid in het voorstel kon vinden werd het ingebracht in het Corps législatif waar drie tribunen het voorstel mochten toelichten.
Napoleon omzeilde de democratische besluitvorming door tijdens de lange periodes waarin het Corps législatif niet vergaderde de Franse Senaat te consulteren. Deze Senatus Consultes hadden ook kracht van wet.
De 100 leden werden op een ingewikkelde wijze voor vijf jaar door de Senaat gekozen uit de gelederen van de notabelen. Napoleon ergerde zich steeds meer aan al wat hem belemmerde in zijn dictatoriale bestuur. Hij veranderde de Constitutie en het Tribunaat kwam op 18 september 1807 voor het laatst bijeen. 
De oorspronkelijke verwachting dat het Tribunaat de positie van de uitvoerende macht zou beperken ten gunste van die van de wetgevende macht heeft zich niet 
waargemaakt. 